# Distrito Southland
El Distrito Southland un distrito perteneciente a la región de Southland, en la parte meridional de la Isla Sur de Nueva Zelanda. Cubre la mayor parte de la región, aunque también pertenecen a Southland los distritos de Gore, Invercargill y las aguas territoriales adyacentes. 
- Datos: Q1972706
- Multimedia: Southland District / Q1972706